# Filip Vujanović
Filip Vujanović (en serbi: Филип Вујановић) (Belgrad, 1 de setembre de 1954) és un polític montenegrí, nascut a l'antiga República Federal Socialista de Iugoslàvia.
Va ser Primer Ministre de Montenegro entre 1998 i 2003, quan Iugoslàvia va passar a ser la confederació de Sèrbia i Montenegro. A partir de llavors i fins al 2018, va ser-ne el President. Durant el seu mandat va tenir lloc el Referèndum d'independència de Montenegro del 2006, que va portar el seu país a la independència tot tallant els llaços que l'unien amb Sèrbia.